# Alexander Eigenbrodt

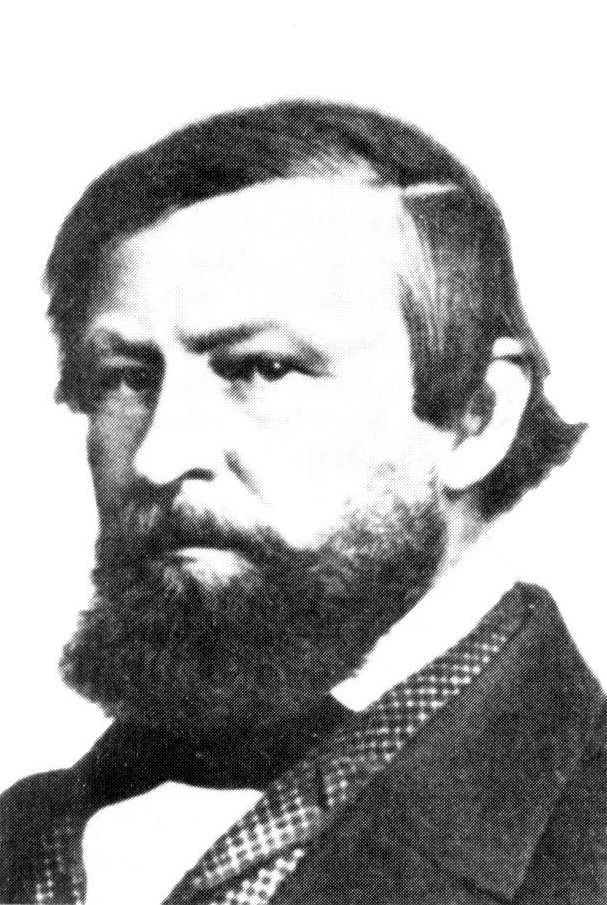
Alexander Eigenbrodt

Alexander Georg Eigenbrodt (* 23. Dezember 1813 auf Hof Lauterbach; † 30. Juli 1864 in Darmstadt) war ein hessischer Gutsbesitzer, Politiker (Fortschritt) und Abgeordneter der 2. Kammer der Landstände des Großherzogtums Hessen.
Alexander Eigenbrodt war der Sohn des Landwehrhauptmanns und Gutsbesitzers Alexander Wilhelm Eigenbrodt und dessen Ehefrau Friederike Maria, geborene Backhaus. Eigenbrodt, der evangelischen Glaubens war, erbte den Hof Lauterbach und heiratete am 19. April 1843 in Thalitter Johanette Ernestine Wilhelmine Henriette geborene Staudinger und hatte mit ihr 12 Kinder.
Von 1862 bis 1864 gehörte er der Zweiten Kammer der Landstände an. Er wurde für den Wahlbezirk Oberhessen 1/Biedenkopf gewählt.
Er erkrankte 1864 an Typhus und starb an der Krankheit.